# كوري كارتر
كوري كارتر (بالإنجليزية: Kori Carter)‏ هي عداءة حواجز أمريكية ولدت في يوم 3 يونيو 1992 في بلدة كلاريمونت في ولاية كاليفورنيا في الولايات المتحدة، إختصت بسباقات ال400 متر وأبرز إنجازاتها هو تحقيقها لقب بطلة الولايات المتحدة لسنة 2014، وأفضل زمن شخصي لها هو 53.21 ثانية وألذي سجلته في سنة 2013.

## روابط خارجية
- كوري كارتر على موقع الاتحاد الدولي لألعاب القوى (الإنجليزية)
- كوري كارتر على موقع الاتحاد الأمريكي لسباقات المضمار والميدان (الإنجليزية)
- كوري كارتر على موقع الدوري الماسي (الإنجليزية)
- كوري كارتر على موقع TFRRS.org (الإنجليزية)
- كوري كارتر على موقع اللجنة الأولمبية والبارالمبية الأمريكية (الإنجليزية)